# Charles Thomas Bolton
Charles Thomas Bolton (18. dubna1943 – 4. února 2021) byl americký astronom, jeden z prvních, kteří předložili pádné důkazy o existenci černé díry.

## Život
Bolton získal bakalářský titul v roce 1966 na Illinoiské Univerzitě, poté roku 1968 dostal magisterský a roku 1970 i doktorský titul na Michiganské Univerzitě. Bolton následně pracoval jako postgraduální výzkumný pracovník Observatoře Davida Dunlapa v Richmond Hill, učil zde až do roku 1972. Učil také na Scarboroughské vysoké škole (1971–1972) a na Erindaleské vysoké škole (1972–1973), a od roku 1973 byl emeritním profesorem astronomického oddělení Torontské univerzity. 
V roce 1971 jako post-doktorský odborný asistent na částečný úvazek na Dunlapově observatoři studoval binární systémy a pozoroval kolísavý pohyb hvězdy HDE 226868, jako by obíhala kolem neviditelného, ale masivního tělesa o ohromné hmotnosti vyzařujícího rentgenové záření. Pozorování prováděl nezávisle na výzkumu Louise Webstera a Paula Murdina na Královské greenwichské observatoři. Další analýza poskytla odhad o množství hmoty potřebné na vyvinutí gravitace, která působila na hvězdu HDE 226868. Odhadnuté množství hmoty bylo mnohem vyšší než u neutronových hvězd. Další pozorování potvrdila výsledky a v roce 1973 astronomická komunita nazvala neviditelné ohromně hmotné těleso černou dírou Cygnus X-1, ležící v rovině galaxie Mléčné dráhy v galaktické šíři cca 3 stupňů.
Bolton byl členem Královské společnosti Kanady.